# ラウル・アルカンタラ
ラウル・アルカンタラ（Raúl Alcántara, 1992年12月4日 - ）は、ドミニカ共和国バラオーナ州サンタ・クルス・デ・バラオナ出身のプロ野球選手（投手）。MLB・ミルウォーキー・ブルワーズ傘下所属。

## 経歴

### プロ入りとレッドソックス傘下時代
2009年にボストン・レッドソックスと契約し、プロ入り。
2010年に傘下のルーキー級ドミニカン・サマーリーグ・レッドソックスでプロデビュー。

### アスレチックス時代
2011年11月29日にアンドリュー・ベイリーとライアン・スウィーニーとのトレードで、ジョシュ・レディック、マイルズ・ヘッドと共にオークランド・アスレチックスへ移籍した。
2013年11月20日に40人枠に登録された。
2014年はAA級ミッドランド・ロックハウンズでプレーしたが、3試合に投げたところでトミー・ジョン手術を受けることになった。
2015年もメジャーデビューはならなかった。マイナー（A+級ストックトン・ポーツ）では15試合に先発登板して防御率3.88を記録したが、勝ち星なしに終わった。
2016年は開幕をAA級ミッドランドで迎え、7月にAAA級ナッシュビル・サウンズへ昇格。2球団合計で25試合に先発登板して9勝6敗・防御率3.58・105奪三振の成績を残した。9月5日にメジャー初昇格を果たし、同日のロサンゼルス・エンゼルス戦で先発してデビューしたが、3回5失点で敗戦投手になった。メジャーでは5試合に先発登板したが、22.1イニングで9本も本塁打を打たれ、1勝3敗・防御率7.25・WHIP1.57と結果を残せなかった。
2017年はメジャーの開幕ロースター入りした。ところが、3試合に登板して防御率16.71と結果を残せず、4月25日にDFAとなった後、29日に40人枠を外れる形でAAA級ナッシュビル・サウンズへ配属された。9月5日にメジャー契約を結んでアクティブ・ロースター入りした。
2018年はAAA級ナッシュビルで登板し、メジャーリーグ昇格はなかった。

### KT時代
2018年11月19日にKBOリーグのKTウィズと契約した。登録名は알칸타라（アルカンタラ）。
2019年、KTでは11勝を記録するも同年限りで退団。

### 斗山時代
2020年よりKBOリーグの斗山ベアーズと契約する。同年は5月5日に開幕投手を務めた。9月1日のハンファ・イーグルス戦では先発投手として7回無失点の好投を見せた。そして中継ぎの朴治国、李映河が無失点に抑えたことで韓国プロ野球における同年初の全球団勝利を達成した。同年は20勝2敗、防御率2.54を記録し、最多勝投手となった。

### 阪神時代
2020年12月23日に阪神タイガースとと翌シーズンの契約に合意したことが発表された。背番号は44。2年契約で推定年俸2億1000万円。
2021年5月16日の読売ジャイアンツ戦（東京ドーム）でNPB初登板初先発を果たし、6回5失点ながらも勝利投手となり、来日初勝利を挙げた。東京オリンピック明けの後半戦開幕後は中継ぎに配置転換され、主に7回のマウンドを任せられるようになった。最終的に24試合に登板して3勝3敗6ホールド、防御率3.49を記録した。
2022年、キャンプ中の2月に左足関節を捻挫した。3月31日、中継ぎとして一軍に復帰した。また岩崎優の代役として、6月17日の横浜DeNAベイスターズ戦（阪神甲子園球場）で来日初セーブを記録。しかし、夏場以降は不調に陥り、9月以降は二軍で過ごした。オフの12月2日に自由契約公示された。

### 斗山復帰
2022年12月9日、古巣の斗山ベアーズと契約し、3年ぶりの韓国球界復帰となった。推定年俸総額1億2240万円（年俸80万ドル、出来高10万ドル）での契約となり、「幸せに野球をしていた斗山ベアーズに戻れて嬉しい」とコメントした。
2024年7月4日、ウェーバー公示され、7月11日、自由契約選手となり退団した。

### キウム時代
2025年は当初、メキシカンリーグのユカタン・ライオンズでプレーしていたが、5月19日にキウム・ヒーローズと契約し、韓国球界へ復帰した。

### オリオールズ傘下時代
2025年6月3日に、ボルチモア・オリオールズ傘下AA級チェサピーク・ベイソックスに配属され、7月18日にAAA級ノーフォーク・タイズに昇格したが7月20日にAA級チェサピークに降格、8月2日にFAとなった。

### ブルワーズ傘下時代
2025年8月7日にミルウォーキー・ブルワーズとマイナー契約を結び、AAA級ビロクシ・シャッカーズに配属された。

## 投球データ
| 球種           | 配分 % | 平均球速 km/h |
| -------------- | ------ | ------------- |
| フォーシーム   | 51     | 152           |
| スライダー     | 22     | 139           |
| スプリット     | 14     | 137           |
| シンカー       | 9      | 151           |
| カーブ         | 2      | 128           |
| チェンジアップ | 1      | 138           |

最速158km/h・平均150km/h台前半の速球（主にフォーシーム）を軸に、スライダーやスプリットなどを使用する。（2020年シーズン）

## 詳細情報

### 年度別投手成績
| 年 度    | 球 団    | 登 板 | 先 発 | 完 投 | 完 封 | 無 四 球 | 勝 利 | 敗 戦 | セ 丨 ブ | ホ 丨 ル ド | 勝 率 | 打 者 | 投 球 回 | 被 安 打 | 被 本 塁 打 | 与 四 球 | 敬 遠 | 与 死 球 | 奪 三 振 | 暴 投 | ボ 丨 ク | 失 点 | 自 責 点 | 防 御 率 | W H I P |
| -------- | -------- | ----- | ----- | ----- | ----- | -------- | ----- | ----- | -------- | ----------- | ----- | ----- | -------- | -------- | ----------- | -------- | ----- | -------- | -------- | ----- | -------- | ----- | -------- | -------- | ------- |
| 2016     | OAK      | 5     | 5     | 0     | 0     | 0        | 1     | 3     | 0        | 0           | .250  | 103   | 22.1     | 31       | 9           | 4        | 0     | 4        | 14       | 1     | 1        | 18    | 18       | 7.25     | 1.57    |
| 2017     | OAK      | 8     | 4     | 0     | 0     | 0        | 1     | 2     | 0        | 0           | .333  | 108   | 24.0     | 22       | 5           | 12       | 1     | 3        | 12       | 0     | 1        | 21    | 19       | 7.13     | 1.42    |
| 2019     | KT       | 27    | 27    | 0     | 0     | 0        | 11    | 11    | 0        | 0           | .500  | 724   | 172.2    | 189      | 15          | 27       | 0     | 8        | 100      | 2     | 0        | 80    | 77       | 4.01     | 1.25    |
| 2020     | 斗山     | 31    | 31    | 0     | 0     | 0        | 20    | 2     | 0        | 0           | .909  | 795   | 198.2    | 174      | 12          | 30       | 0     | 9        | 182      | 3     | 0        | 58    | 56       | 2.54     | 1.03    |
| 2021     | 阪神     | 24    | 7     | 0     | 0     | 0        | 3     | 3     | 0        | 6           | .500  | 243   | 59.1     | 55       | 6           | 14       | 1     | 0        | 48       | 3     | 0        | 25    | 23       | 3.49     | 1.16    |
| 2022     | 阪神     | 39    | 0     | 0     | 0     | 0        | 1     | 3     | 1        | 17          | .250  | 156   | 38.1     | 38       | 5           | 8        | 0     | 1        | 29       | 0     | 0        | 21    | 20       | 4.70     | 1.20    |
| MLB：2年 | MLB：2年 | 13    | 9     | 0     | 0     | 0        | 2     | 5     | 0        | 0           | .286  | 211   | 46.1     | 53       | 14          | 16       | 1     | 7        | 26       | 1     | 2        | 39    | 37       | 7.19     | 1.49    |
| KBO：2年 | KBO：2年 | 58    | 58    | 0     | 0     | 0        | 31    | 13    | 0        | 0           | .649  | 1519  | 371.1    | 363      | 27          | 57       | 0     | 17       | 282      | 5     | 0        | 138   | 133      | 3.22     | 1.13    |
| NPB：2年 | NPB：2年 | 63    | 7     | 0     | 0     | 0        | 4     | 6     | 1        | 23          | .400  | 399   | 97.2     | 93       | 11          | 22       | 1     | 1        | 77       | 3     | 0        | 46    | 43       | 3.96     | 1.18    |

- 2022年度シーズン終了時
- 各年度の太字はリーグ最高

### 年度別守備成績
| 年 度 | 球 団 | 投手（P） | 投手（P） | 投手（P） | 投手（P） | 投手（P） | 投手（P） |
| 年 度 | 球 団 | 試 合     | 刺 殺     | 補 殺     | 失 策     | 併 殺     | 守 備 率  |
| ----- | ----- | --------- | --------- | --------- | --------- | --------- | --------- |
| 2016  | OAK   | 5         | 0         | 2         | 0         | 0         | 1.000     |
| 2017  | OAK   | 8         | 0         | 1         | 1         | 0         | .500      |
| 2019  | KT    | 27        | 8         | 24        | 2         | 0         | .941      |
| 2020  | 斗山  | 31        | 1         | 23        | 0         | 0         | 1.000     |
| 2021  | 阪神  | 24        | 2         | 10        | 0         | 1         | 1.000     |
| 2022  | 阪神  | 39        | 1         | 5         | 0         | 0         | 1.000     |
| MLB   | MLB   | 13        | 0         | 3         | 1         | 0         | .750      |
| KBO   | KBO   | 58        | 9         | 47        | 2         | 0         | .966      |
| NPB   | NPB   | 63        | 3         | 15        | 0         | 1         | 1.000     |

- 2022年度シーズン終了時
- 各年度の太字はリーグ最高

### 記録

#### NPB
初記録
投手記録
- 初登板・初先発登板・初勝利・初先発勝利：2021年5月16日、対読売ジャイアンツ9回戦（東京ドーム）、6回5失点で勝利投手[15][29]
- 初奪三振：同上、1回表にゼラス・ウィーラーから見逃し三振
- 初ホールド：2021年8月15日、対広島東洋カープ13回戦（京セラドーム大阪）、8回表に4番手で救援登板、1回無失点[30][31]
- 初セーブ：2022年6月17日、対横浜DeNAベイスターズ8回戦（阪神甲子園球場）、9回表に5番手で救援登板・完了、1回無失点[21]

打撃記録
- 初打席：2021年5月16日、対読売ジャイアンツ9回戦（東京ドーム）、3回表に今村信貴から一前犠打
- 初安打・初打点：2021年5月27日、対千葉ロッテマリーンズ3回戦（阪神甲子園球場）、2回裏に佐々木朗希から右前適時打[32]

### タイトル
KBO
- 最多勝利：1回（2020年）
- 最高勝率：1回（2020年）

### 表彰
KBO
- ゴールデングラブ賞：1回（2020年）

### 背番号
- 50（2016年 - 2017年）
- 45（2019年）
- 43（2020年、2023年 - 2024年）
- 44（2021年 - 2022年）
- 54（2025年）

### 登場曲
- 「Mi Ciudad」Chucky73（2021年 - ）